# Луїджі Ді Б'яджо
Луїджі Ді Б'яджо (італ. Luigi Di Biagio, * 3 червня 1971, Рим) — колишній італійський футболіст, захисник, півзахисник. По завершенні ігрової кар'єри — футбольний тренер.
Як гравець насамперед відомий виступами за клуби «Рома» та «Інтернаціонале», а також національну збірну Італії.

## Клубна кар'єра
Вихованець футбольної школи клубу «Лаціо». Дорослу футбольну кар'єру розпочав 1988 року в основній команді того ж клубу, в якій провів один сезон, взявши участь лише в 1 матчі чемпіонату.
Згодом з 1989 по 1995 рік грав у складі команд клубів «Монца» та «Фоджа».
Своєю грою за останню команду привернув увагу представників тренерського штабу клубу «Рома», до складу якого приєднався 1995 року. Відіграв за «вовків» наступні чотири сезони своєї ігрової кар'єри. Більшість часу, проведеного у складі «Роми», був основним гравцем команди.
1999 року уклав контракт з клубом «Інтернаціонале», у складі якого провів наступні чотири роки своєї кар'єри гравця. Граючи у складі «Інтернаціонале» також здебільшого виходив на поле в основному складі команди.
Протягом 2003—2006 років захищав кольори клубів «Брешія» та «Ла Сторта».
Завершив професійну ігрову кар'єру у клубі «Асколі», за команду якого виступав у 2007 році.

## Виступи за збірну
1998 року дебютував в офіційних матчах у складі національної збірної Італії. Протягом кар'єри у національній команді, яка тривала 5 років, провів у формі головної команди країни 31 матч, забивши 2 голи.
У складі збірної був учасником чемпіонату світу 1998 року у Франції, чемпіонату Європи 2000 року у Бельгії та Нідерландах, де разом з командою здобув «срібло», чемпіонату світу 2002 року в Японії і Південній Кореї.

## Кар'єра тренера
Розпочав тренерську кар'єру невдовзі по завершенні кар'єри гравця, 2008 року як тренер молодіжної команди клубу «Ла Сторта».
2011 року очолив тренерський штаб молодіжної збірної Італії U-20, а за два роки, у 2013, став очільником збірної для 21-річних.
У лютому 2018 року був призначений виконувачем обов'язків головного тренера основної збірної Італії. Керував діями головної команди країни під час двох її товариських матчів у березні. У травні 2018 року знову зосередився на роботі з «молодіжкою», коли головним тренером національної збірної було призначено Роберто Манчіні.

## Титули і досягнення
- Віце-чемпіон Європи: 2000

## Статистика виступів

### Статистика клубних виступів
| Сезон              | Команда            | Чемпіонат          | Чемпіонат | Чемпіонат |
| Сезон              | Команда            | Ліга               | Ігор      | Голів     |
| ------------------ | ------------------ | ------------------ | --------- | --------- |
| 1988–89            | «Лаціо»            | A                  | 1         | 0         |
| 1989–90            | «Монца»            | B                  | 7         | 0         |
| 1990–91            | «Монца»            | B                  | 12        | 0         |
| 1991–92            | «Монца»            | C1                 | 27        | 1         |
| Усього за «Монцу»  | Усього за «Монцу»  | Усього за «Монцу»  | 46        | 1         |
| 1992–93            | «Фоджа»            | A                  | 30        | 5         |
| 1993–94            | «Фоджа»            | A                  | 28        | 3         |
| 1994–95            | «Фоджа»            | A                  | 29        | 4         |
| Усього за «Фоджу»  | Усього за «Фоджу»  | Усього за «Фоджу»  | 87        | 12        |
| 1995–96            | «Рома»             | A                  | 30        | 2         |
| 1996–97            | «Рома»             | A                  | 27        | 3         |
| 1997–98            | «Рома»             | A                  | 30        | 7         |
| 1998–99            | «Рома»             | A                  | 27        | 3         |
| Усього за «Рому»   | Усього за «Рому»   | Усього за «Рому»   | 114       | 15        |
| 1999–00            | «Інтернаціонале»   | A                  | 29        | 2         |
| 2000–01            | «Інтернаціонале»   | A                  | 32        | 4         |
| 2001–02            | «Інтернаціонале»   | A                  | 31        | 3         |
| 2002–03            | «Інтернаціонале»   | A                  | 25        | 4         |
| Усього за «Інтер»  | Усього за «Інтер»  | Усього за «Інтер»  | 117       | 13        |
| 2003–04            | «Брешія»           | A                  | 31        | 7         |
| 2004–05            | «Брешія»           | A                  | 34        | 9         |
| 2005–06            | «Брешія»           | B                  | 19        | 0         |
| Усього за «Брешію» | Усього за «Брешію» | Усього за «Брешію» | 84        | 16        |
| 2007               | «Асколі»           | A                  | 7         | 2         |